# Rhipidita nigra
Rhipidita nigra är en tvåvingeart som beskrevs av Lane 1952. Rhipidita nigra ingår i släktet Rhipidita och familjen hårvingsmyggor. Inga underarter finns listade i Catalogue of Life.